# 1593 Fagnes
1593 Fagnes eller 1951 LA är en asteroid i huvudbältet, som korsar planeten Mars omloppsbana. Den upptäcktes den 1 juni 1951 av den belgiske astronomen Sylvain Arend i Uccle. Den har fått sitt namn efter Hohes Venn i Belgien.
Asteroiden har en diameter på ungefär 6 kilometer.